# 胡正强
胡正强，男，中共黨員、政治人物、軍事人物、武警少將。

## 生平
分別曾在解放軍、武警任職，曾任红军师红军团某连长、湖北省第十四屆人大代表、某营营长、红军团副团长、武警湖北省总队司令员等。